# Ben A'an
El Ben A'an és una petita muntanya a la zona dels Trossachs, a Escòcia, situada prop dels llacs Katrine i Achray. El seu nom significa "petit pic punxegut" en gaèlic escocès. El vessant sud és boscós, mentre que prop del cim hi ha afloraments rocosos i algun penya-segat. Tot i que el Ben A'an, amb una alçada de 454 m, no és de les muntanyes més altes de la zona, les vistes des del cim són molt bones: es poden veure els llacs Katrine i Achray, i el Ben Venue, que es troba al costat del Ben A'an.

## Ubicació
Està situat a la zona de Trossachs, a les terres altes al nord de Glasgow, sobre el Loch Katrine i el Loch Achray. La zona del cim gairebé no té arbres però sí roques i penya-segats, sent el seu punt més alt un cim arrodonit (461 m / 1512 peus), a diferència de la seva part inferior oest.

## Pujada

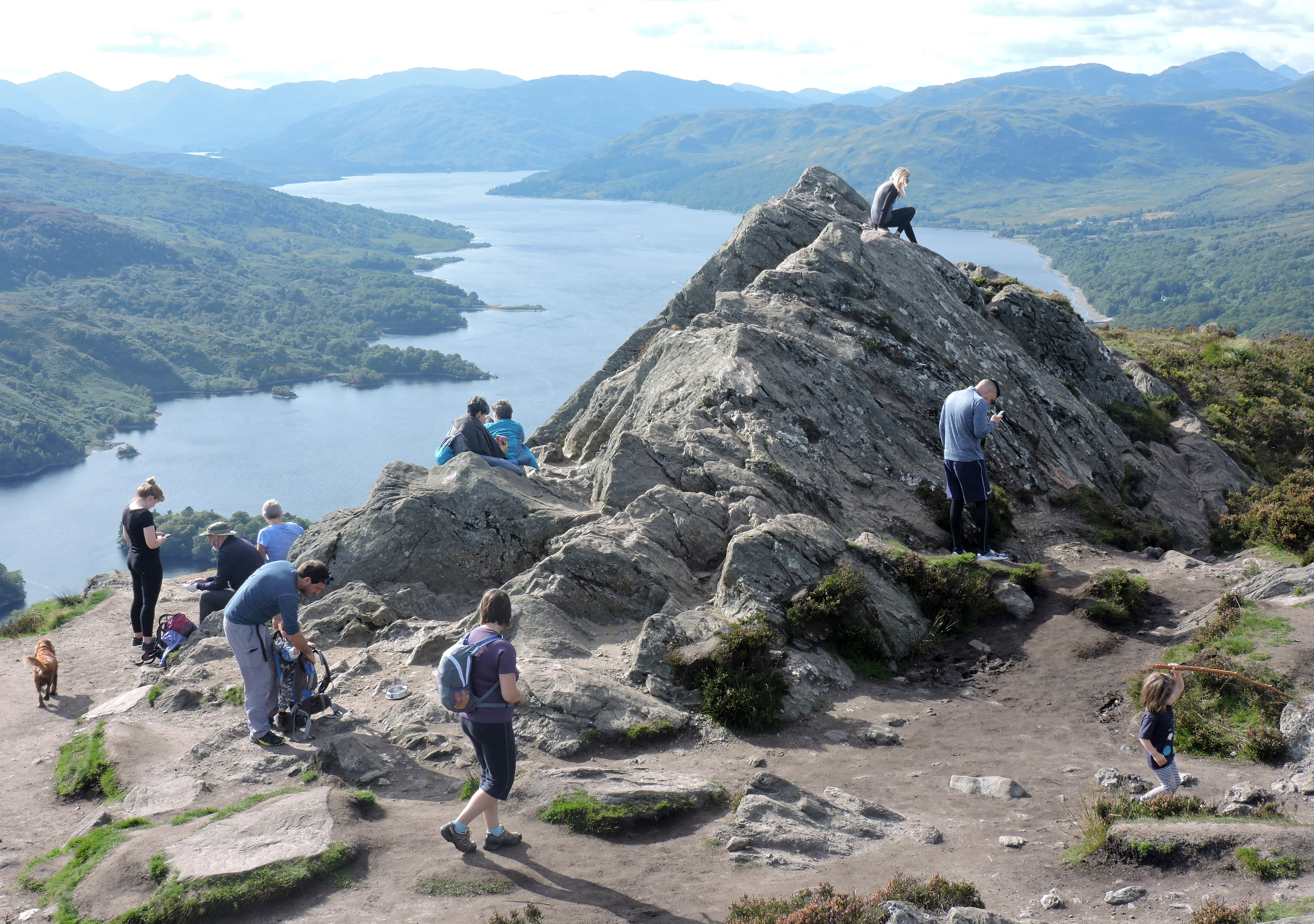
Viatgers a prop del cim de Ben A'an

El punt de partida més habitual per l'ascensió és des del pàrquing de pagament a la vora del llac Achray. A partir d’aquí, el camí senyalitzat es dirigeix recte amunt en direcció nord-nord-est abans d’agafar el curs d’un rierol, l'Allt Inneir, i es dirigeix cap al nord-nord-oest fins a un petit mont (246 m). El camí creua la sella en direcció nord-oest abans de recórrer el curs d'una altra cremada, l'Allt na Cailliche, i cal seguir-la pujant sota dels penya-segats. Prop de la font de la cremada, el camí gira cap a l'oest i darrere del cim oest del turó fins a un coll, des del qual es fa una curta pujada fins al cim oest, que és la destinació de la majoria dels excursionistes. No hi ha cap camí clar cap al cim principal.

## Vistes
Tot i que Ben A'an no és particularment elevat, ofereix vistes panoràmiques sobre els llacs, valls, straths i muntanyes dels voltants, incloent el llac Katrine, el llac Achray, Ben Venue i fins als Alps Arrochar a la riba occidental del Lock Laomainn.

## Nom

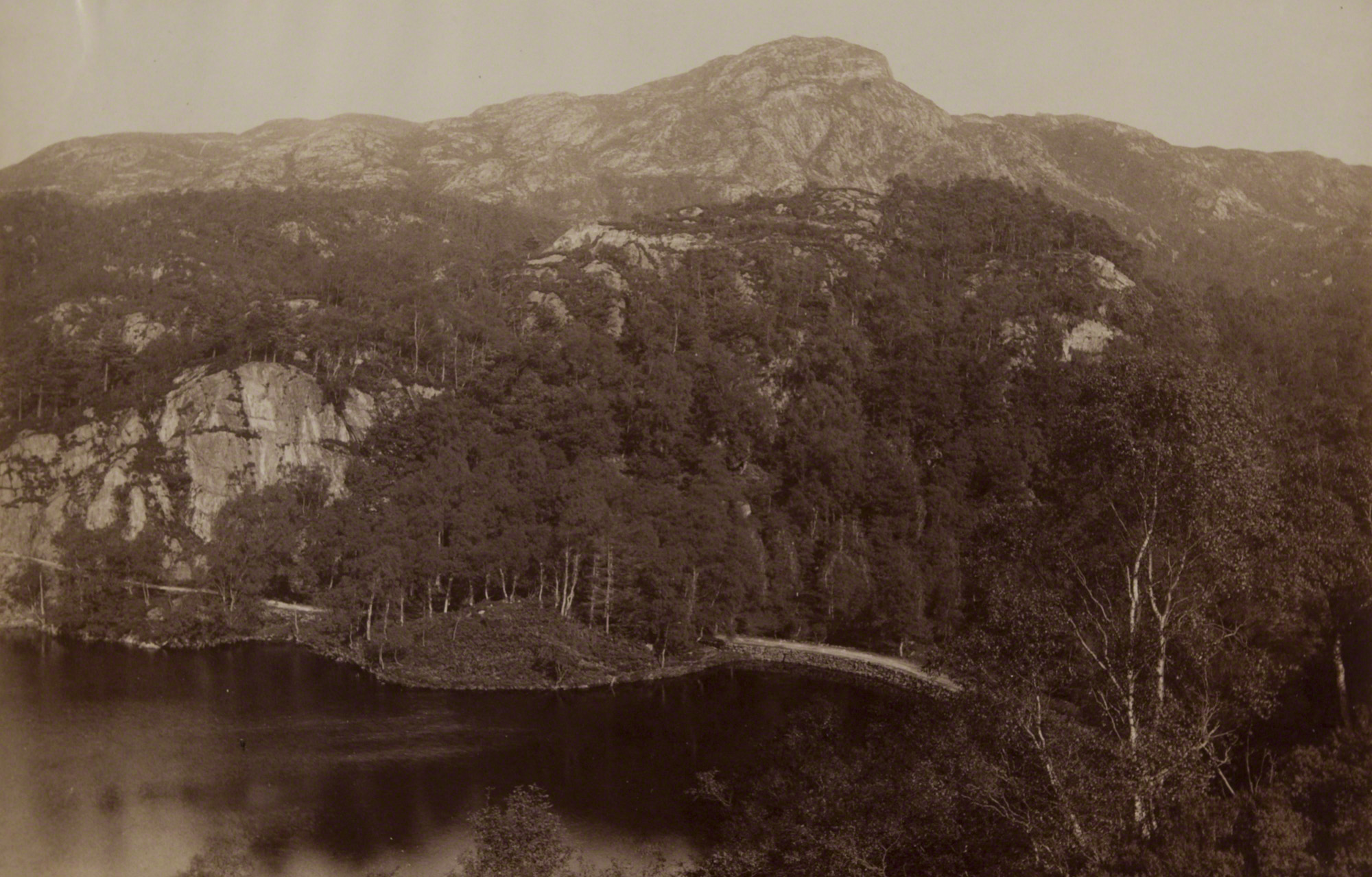
El turó en una imatge de James Valentine

El nom "Ben A'an" és una anglicització errònia de Sir Walter Scott. El seu nom original és incert, però podria haver estat Am Binnean que significa "el cim", tot i que alguns llocs citen el seu significat com "el petit cim punxegut".